# 柯尼·維克斯曼
柯尼·維克斯曼（英語：Keoni Waxman，1968年6月30日—），美國男導演、製片人和編劇，因時常與史蒂芬·席格合作而聞名。
席格評維克斯曼：「我覺得柯尼可說是最聰明的年輕人，」「他是很出色的導演，剪輯、循環、配音、混音、擬音……等樣樣精通，更是位倫理道德兼具的好朋友。柯尼是具備好故事頭腦的優秀導演，這才是重點——換句話說，他理解劇本上的內容，而不僅僅照著拍。」

## 作品列表

### 電影
- 《我在維加斯射殺了一個人（英语：I Shot a Man in Vegas）》（1995）-導演、編劇
- 《極限72小時》（Countdown，1996）-導演
- 《藍色迷情》（Almost Blue，1996）-導演、監製
- 《魔鬼特遣隊（英语：Sweepers (film)）》（1998）-導演、劇本、監製
- 《末路大反擊》（The Highwayman，2000）-導演
- 《核爆紅色戰略（英语：Intrepid (film)）》（2000）-編劇
- 《失落的寶藏（英语：Lost Treasure (film)）》（2003）-劇本
- 《射擊場（英语：Shooting Gallery (film)）》（2005；DVD首映）-導演、編劇
- 《犯罪嫌疑人》（The Suspect，2006）-導演
- 《安娜·妮可·史密斯故事（英语：The Anna Nicole Smith Story）》（2007）-導演
- 《贖命殺神（英语：The Keeper (2009 film)）》（2009；DVD首映）-導演、執行製片人
- 《危險人物（英语：A Dangerous Man）》（2009；DVD首映）-導演、編劇
- 《獵與殺（英语：Hunt to Kill）》（2010）-導演
- 《偵防危機（英语：Maximum Conviction）》（2012；DVD首映）-導演
- 《重裝叛逃（英语：Force of Execution）》（2013；DVD首映）-導演、執行製片人
- 《雷霆悍將（英语：A Good Man (2014 film)）》（2014；DVD首映）-導演、編劇、執行製片人
- 《驚弓戰將（英语：Absolution (2015 film)）》（2015；DVD首映）-導演、編劇、執行製片人
- 《毒裁者》（2016）-導演、劇本、執行製片人[4]
- 《撒拉薩大追殺》（2016）-導演、編劇、執行製片人
- 《殺人合約（英语：Contract to Kill）》（2016）-導演、編劇、執行製片人
- 《此路難行》（The Hard Way，2019）-導演、編劇、執行製片人
- 《阿爾法密令》（Alpha Code，2020）-導演、編劇
- 《峽谷兇案》（The Ravine，2021）-導演、編劇
- 《香港愛情故事》（The Modelizer，2023）-導演、監製[5]

### 電視
- 《人質談判員》（Hostage Negotiator，2001；電視電影）-導演
- 《安珀警报》（Amber's Story，2006；電視電影）-導演
- 《不可思議》（Unthinkable，2007；電視電影）-導演
- 《跨界偵查（英语：True Justice）》（2010–2012；8集）-導演、編劇、執行製片人

## 外部連結
- 柯尼·維克斯曼在互联网电影资料库（IMDb）上的資料（英文）